# Ты не моя пара
«Ты не моя́ па́ра» — песня российского певца Димы Билана и российской певицы Мари Краймбрери, выпущенная 24 сентября 2021 на лейбле Warner Music Russia.

## Предыстория и релиз
Впервые о релизе сингла сообщила певица Мари Краймбрери в интервью с Лаурой Джугелией на канале FAMETIVE TV от 15 сентября 2021 года.

## Критика
| Оценки критиков | Оценки критиков |
| Источник        | Оценка          |
| --------------- | --------------- |
| NEWSmuz.com     | положительная   |
| РИА Новости     | без оценки      |

Вадим Пономарёв, более известный как Гуру Кен, считает, что Билан звучит свежо в дуэте: «Давно он не был таким модным по звуку». Кен отметил отличное сочетание голосов в припеве, однако не оценил тематику, посчитав её скучной. «В итоге треку не хватило дерзости, но он всё же хорош», — считает музыкальный критик Гуру Кен.
Артём Кучников — репортёр ТНТ Music, комментируя содержание сингла отметил, что трек представляет собой схватку между двумя бывшими.
В свою очередь, РИА Новости посчитали начало песни «Ты мне не пара» похожей на композицию группы 30.02 «Звёзды в лужах». Это произошло из-за практически такого же гитарного боя и мелодики.

## Чарты
| Чарт (2021)                    | Высшая позиция в чартах |
| ------------------------------ | ----------------------- |
| СНГ (Top Radio Hits) TopHit    | 65                      |
| РОФ (Top Radio & YouTube Hits) | 57                      |
| РОФ (Top YouTube Hits)         | 31                      |

## История релиза
| Регион | Дата             | Формат                                  | Лейбл                             |
| ------ | ---------------- | --------------------------------------- | --------------------------------- |
| Мир    | 24 сентября 2021 | Радиоротация цифровые загрузки стриминг | Warner Music Russia, Velvet Music |